# Ta'liq

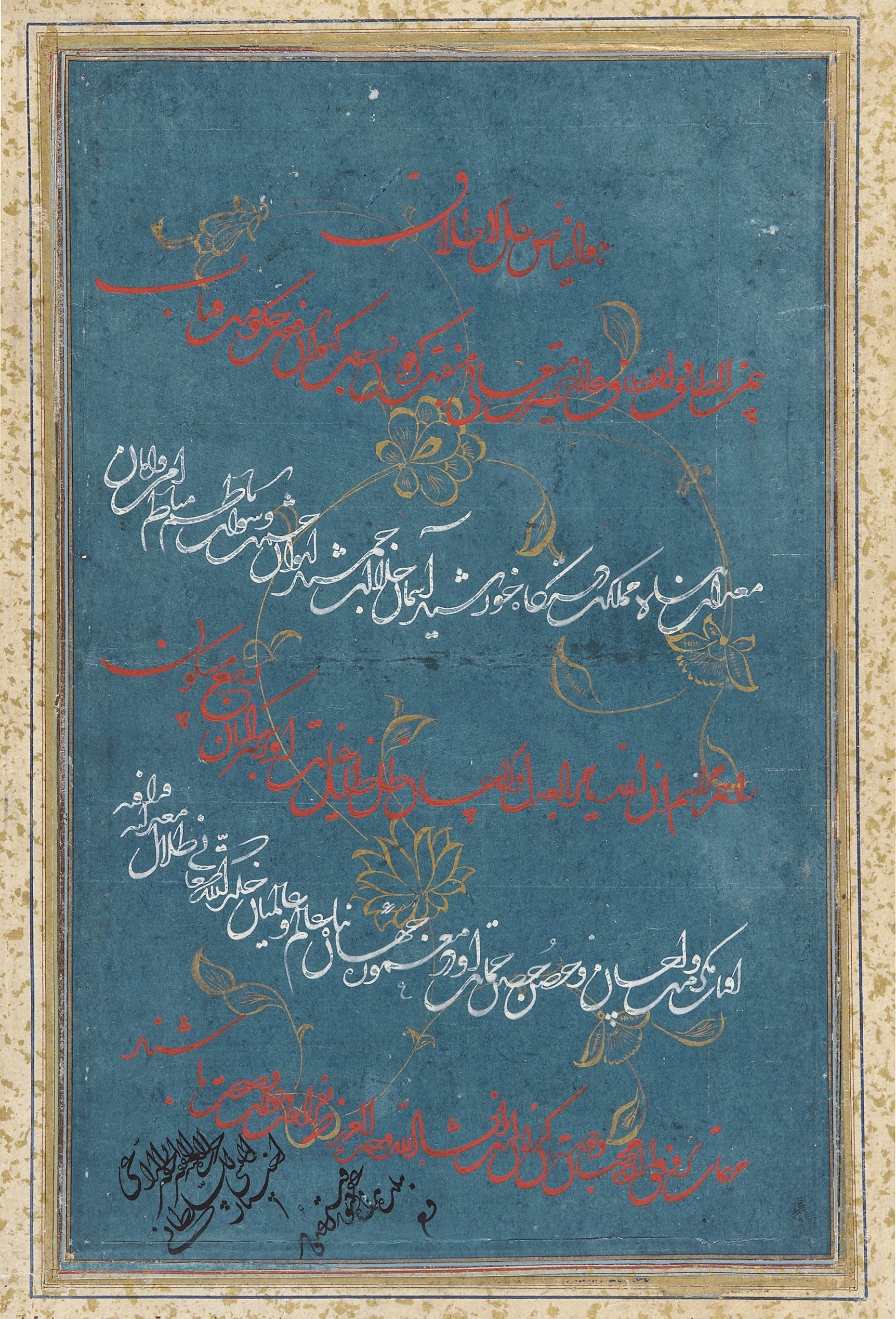
Un exemple de Taʿlīq daté entre 1540 et 1550. Ce manuscrit est écrit dans le style ta`liq ou "suspendu", remarquable par sa grande fluidité, qui contrecarre des règles trop strictes et complexes.

L'écriture taʿliq (تعلیق taʿliq en arabe) est un style de calligraphie arabe développé au XIIe siècle, conçu spécialement pour satisfaire aux besoins de la langue persane. Le taʿliq a été élaboré à partir d'éléments des styles naskh, tawqiʿ et riqʿah. Il a été largement utilisé, en particulier pour copier la poésie persane après le XVe siècle en Iran et en Inde, jusqu'à ce qu'il soit remplacé par le style nastaʿliq.